# Switchblade (videogioco)
Switchblade è un videogioco a piattaforme per computer sviluppato dalla Core Design e pubblicato dalla Gremlin Graphics nel 1989.
Il gioco venne pubblicato per Amiga, Atari ST, ZX Spectrum, Commodore 64 e Amstrad CPC. Una versione migliorata del gioco per Amstrad CPC venne pubblicata per Amstrad GX4000 nel 1991.
Il giocatore controlla il protagonista, Hiro, attraverso una serie di schermate separate, con piattaforme e ad ambientazione sotterranea. Le aree inesplorate dello schermo sono oscurate alla vista finché il giocatore non ci entra.
Un seguito, Switchblade II, venne pubblicato nel 1991.